# CGC Viareggio 2001-2002
Questa voce raccoglie le informazioni riguardanti del CGC Viareggio nelle competizioni ufficiali della stagione 2001-2002.

## Stagione
Serie A2. Il Viareggio vince il campionato con 9 punti di vantaggio sulla terza, ad un punto dal Seregno (secondo). Dopo cinque lunghi anni ritorna in Serie A1 per la quinta volta nella sua storia.

## Maglie e sponsor
| 1ª divisa | 2ª divisa |

## Organico

### Giocatori
Dati tratti dal sito internet ufficiale della Federazione Italiana Sport Rotellistici.
| N° | Naz.                 | Ruolo | Sportivo           |  |  |  |
| -- | -------------------- | ----- | ------------------ |  |  |  |
|    | Italia (bandiera)    | P     | Alessandro Cupisti |  |  |  |
|    | Italia (bandiera)    | P     | Barozzi            |  |  |  |
|    | Italia (bandiera)    | E     | Nicola Felicetti   |  |  |  |
|    | Italia (bandiera)    | E     | Gemignani          |  |  |  |
|    | Italia (bandiera)    | E     | Nicola Palagi      |  |  |  |
|    | Italia (bandiera)    | E     | Mauro Cinquini     |  |  |  |
|    | Italia (bandiera)    | E     | Stefano Gragnani   |  |  |  |
|    | Italia (bandiera)    | E     | Strenghetto        |  |  |  |
|    | Italia (bandiera)    | E     | Luca Natante       |  |  |  |
|    | Argentina (bandiera) | E     | Ariel Brescia      |  |  |  |
|    | Argentina (bandiera) | E     | Martin Romeo       |  |  |  |
|    | Italia (bandiera)    | E     | Crudeli            |  |  |  |
|    | Italia (bandiera)    | E     | Fortuna            |  |  |  |
|    | Italia (bandiera)    | E     | Brunelli           |  |  |  |
|    | Italia (bandiera)    | E     | Deinite            |  |  |  |